# Linea alba abdominis
De linea alba abdominis is de witte lijn waar de twee helften van de rechte buikspier aaneengehecht zijn. Het bestaat voornamelijk uit collageen bindweefsel.
Deze verticale middenlijn loopt in de buikwand van borstbeen tot schaambeen, waar de peesbladen van de schuine buikspieren en de dwarse buikspieren samenkomen, nadat deze de rechte buikspier aan weerszijden hebben omvat. De schuine buikspieren, de twee buitenste schuine buikspieren en beide binnenste schuine buikspieren, zijn aangehecht aan deze structuur.